# Marcus Robertson
Marcus Aaron Robertson (Pasadena, 2 ottobre 1969) è un ex giocatore di football americano e allenatore di football americano statunitense.
Dal 2014 è assistente allenatore dei defensive back degli Oakland Raiders della National Football League (NFL). Venne scelto nel corso del quarto giro (102º assoluto) del draft NFL 1991 dagli Houston Oilers. Al college giocò a football alla Iowa State University.

## Carriera da giocatore

### Houston/Tennessee Oilers, Tennessee Titans
Robertson venne scelto al quarto giro del Draft 1991 dagli Houston Oilers. Con gli Oilers poi diventati Titans giocò 135 partite di cui 117 da titolare in 10 anni, con 643 tackle, 1,5 sack, 9 fumble forzati con 3 touchdown, 9 fumble recuperati e 22 intercetti.

### Seattle Seahawks
Nel 2001 passò ai Seattle Seahawks. Con loro giocò due stagioni con 27 presenze tutte da titolare, 152 tackle, 2 fumble recuperati e 2 intercetti.

## Carriera da allenatore
Iniziò la sua carriera come allenatore nella NFL nel 2007 con i Tennessee Titans, come assistente della linea secondaria. Nel 2009 divenne l'allenatore della stessa.
Nel 2012 passò ai Detroit Lions come assistente della linea secondaria. L'anno successivo venne promosso come allenatore.
Il 3 febbraio 2014 firmò con gli Oakland Raiders come assistente dell'allenatore dei defensive back.

## Palmarès
- Convocazioni al Pro Bowl: 2

1993, 1997